# Babul

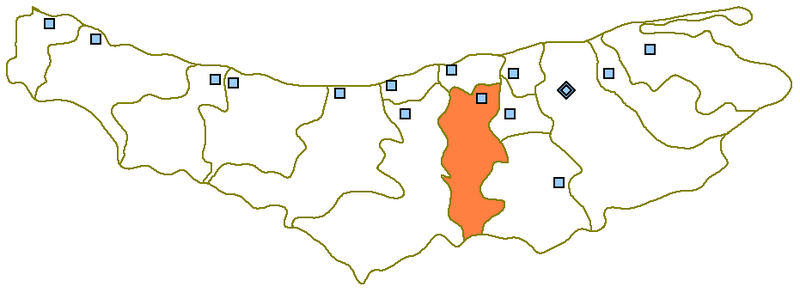
Mapa de situació del comtat de Babol dins el Mazanderan

Babol (بابل) o Babul (abans Barfurush i antigament Barfurush-dih que vol dir "la vila on es venen moltes coses") és una ciutat de la província de Mazanderan a l'Iran a 40 km de la capital provincial Sari. És capçalera del comtat de Babol. La seva població el 2006 era de 283.617 habitants (2006). A 6 km de la ciutat passa el riu anomenat Babol i a 20 km Babol-e Sadr (Babul-i Sadr) un port a la desembocadura del riu Babol. La ciutat disposa de quatre universitats: Babol Noshirvani (de tecnologia), Universitat de Ciències Mèdiques, Universitat de Mazanderan de Ciència i Tecnologia i Universitat general de Mazanderan. A la comarca es produeixen cítrics i anteriorment fou centre de producció de seda, cotó, arròs, te i tàbac.

## Història
Fou una fortalesa de la dinastia Marashi o dels sayyids marashis; la ciutat fou fundada a començament del segle xvi al lloc de l'antiga ciutat de Mamter (Mamtir o Mamatir, derivat de Mah Mithra o Gran Mithra). Abbas I el Gran tenia el costum d'anar a aquesta ciutat i va fer construir un jardí al sud-est anomenat Bagh-i Shah o Bagh al-Iram. La ciutat va restar una petita vila de província fins al temps de Fath Ali Shah quan va començar a esdevenir un centre comercial comarcal. El seu nom actual el va adoptar el 1927. El 1950 va arribar a 39.096 habitants.